# Sokol Balla
 (juillet 2025).
Motif : Je ne vois que des sources primaires et les interwikis sont soit créés soit modifiés par le créateur d'où un soupçon de spam promotionnel
- Archive Wikiwix
- Bing
- Cairn
- DuckDuckGo
- E. Universalis
- Gallica
- Google
- G. Books
- G. News
- G. Scholar
- Persée
- Qwant
- (zh) Baidu
- (ru) Yandex
- (wd) trouver des œuvres sur Wikidata

| 1. | Préciser le motif de la pose du bandeau. | Précisez le motif de la pose du bandeau en utilisant la syntaxe suivante : {{admissibilité à vérifier\|date=juillet 2025\|motif=remplacez ce texte par le motif}}                |
| 2. | Informer les utilisateurs concernés.     | Pensez à avertir le créateur de l'article, par exemple, en insérant le code ci-dessous sur sa page de discussion : {{subst:avertissement admissibilité à vérifier\|Sokol Balla}} |

 (juillet 2025).
Sokol Balla, né le 7 mai 1973 à Tirana (alors en Albanie), est un journaliste, écrivain, animateur de télévision et analyste politique albanais. Il est surtout connu pour avoir animé plusieurs émissions politiques, notamment le talk-show Real Story.

## Biographie

### Jeunesse et formation
Sokol Balla naît à Tirana en 1973. Il commence ses études universitaires en philosophie, puis s’oriente vers le journalisme à l’Université de Tirana, où il obtient un diplôme après quatre années d’études.

### Débuts professionnels
Il commence sa carrière de journaliste en 1992 au sein du service international de RTSH, la radiotélévision publique albanaise.

## Carrière médiatique
Tout au long de sa carrière, Sokol Balla collabore avec plusieurs grands médias albanais. Il est rédacteur et chroniqueur dans les journaux Gazeta Shqiptare et Koha Jonë, puis devient animateur, rédacteur en chef ou directeur dans des chaînes de télévision telles que Vizion Plus, Top Channel, Report TV, News 24 , et ABC News.

## Publications
Sokol Balla est l’auteur de plusieurs ouvrages, souvent centrés sur la politique et la société albanaises :
- Antishqiptari – Journal irrégulier des mois chauds : hiver 2003 – hiver 2004 (2005)[9]
- 33 (2013)
- La liberté d’expression, un défi européen – Sur la liberté d’expression dans le contexte de l’intégration européenne (2011)[10]
- Le jeu qui a changé l’Albanie (2016)[11]
- Koli i Bardhës part en Afrique (2024), une œuvre semi-autobiographique publiée par UET Press[12].

## Distinctions
Il a reçu plusieurs prix et distinctions :
- Leader de l’année (2017)
- Titre honorifique de « Mjeshtër i Madh » (« Grand Maître »), remis par le président Bajram Begaj en 2023[13]
- Prix pour l’ensemble de la carrière décerné par le journal Koha Jonë en 2023[14]